# 南希·杜爾曼
南希·杜爾曼（英語：Nancy dolman，1951年9月26日—2010年8月21日）是一位加拿大女演員和歌手。

## 生平
杜爾曼出生於多倫多。她在多伦多的约克米尔斯大学学院接受高中教育，后获得西安大略大学的哲学学士学位。1970年代早期，她在拉斯维加斯与洛杉矶出演了《耶穌基督超級巨星》，并于洛杉矶米高梅录制了专辑。
1980年，她与加拿大演员馬丁·肖特结婚。1985年，杜尔曼退出演艺界，成为了一名全职母亲。夫妻二人共领养有三个孩子。1987年2月的《时尚》杂志上简要介绍了这对夫妇。两人定居于加利福尼亚的太平洋帕利塞德，并在安大略的羅索湖有一处度假小屋。

## 去世
2010年8月21日，杜尔曼因卵巢癌在太平洋帕利塞德去世，享年58岁。洛杉矶郡验尸官认定她死于自然原因。其死后被火化，骨灰从肖特家的码头撒在了罗索湖中。南希的密友史提夫·馬丁为她谱写了一首挽歌《The Great Remember (For Nancy)》，并收录在专辑《Rare Bird Alert》中。